# Bawitz Tutziltik
Bawitz Tutziltik är en ort i Mexiko.   Den ligger i kommunen Chilón och delstaten Chiapas, i den sydöstra delen av landet, 800 km öster om huvudstaden Mexico City. Bawitz Tutziltik ligger 1 329 meter över havet och antalet invånare är 179.
Terrängen runt Bawitz Tutziltik är lite bergig. Runt Bawitz Tutziltik är det ganska tätbefolkat, med 54 invånare per kvadratkilometer. Närmaste större samhälle är Jol Hic'Batil, 6,9 km nordost om Bawitz Tutziltik. I omgivningarna runt Bawitz Tutziltik växer i huvudsak städsegrön lövskog.